# Larsen-Johansson-Krankheit

Ein Röntgenbild eines Knies seitlich mit den typischen Knochen-Körpern unten an der Patellaspitze als operationspflichtiges Endstadium der Erkrankung

Die Larsen-Johansson-Krankheit, Syn. Morbus Sinding-Larsen-Johansson (en: Sinding-Larsen-Johansson disease), ist eine schmerzhafte Entzündungsreaktion des Ursprungs der Patellasehne (Kniescheibensehne) an der Spitze der Kniescheibe, bei der sich ein Knochenstück aus der Kniescheibe lösen und nekrotisieren (absterben) kann. Die Erkrankung zählt deshalb zu den Osteonekrosen. Der Morbus Sinding-Larsen-Johansson ist eine klassische Überlastungsreaktion wie der Morbus Osgood-Schlatter. Heute spielt besonders das Trampolin-Springen eine wichtige Rolle bei der Entstehung.
Im Röntgenbild ist eine Veränderung des Knochens zu erkennen, die Sonografie zeigt zusätzlich die Auftreibung und entzündliche Veränderung der Sehne, in der Kernspintomografie ist außerdem ein Ödem angrenzend in der Kniescheibe zu erkennen.
Die Behandlung ist langwierig (drei bis zwölf Monate) und symptomorientiert (Sportpause, Kühlung, Schmerzmittel und eingeschränkt Krankengymnastik). Von der Behandlung ausgeschlossen ist Ibuprofen, da es die Knochenheilung beim jugendlichen Knochen durch Blockade der mesenchymalen Stammzellen und Unterbrechung des entzündlichen Heilungsprozesses hemmt. 
Wie beim Morbus Osgood-Schlatter können sich am unteren Ansatz der Patellarsehne und an der Kniescheibenvorderseite bei Ende des Wachstums abgerundete Knochenkörper (Ossikel) bilden, die durch Reiben in der Sehne schmerzhaft sind. Diese Ossikel stellen bei Beschwerden eine Indikation zur operativen Entfernung dar. Insgesamt ist die Prognose der Erkrankung gut.
Der schwedische Arzt Sven Christian Johansson (1880–1976) und sein norwegischer Kollege Christian Magnus Falsen Sinding-Larsen (1866–1930) veröffentlichten 1921 und 1922 unabhängig voneinander Fallberichte über die Erkrankung.